# Paul Gersoni
Paul Gersoni (* 24. September 1884 in Berlin als Paul Hermann Bruno Gersöne; † 1938 in der Sowjetunion) war ein deutscher Funktionär der Kommunistischen Partei Deutschlands (KPD) und Widerstandskämpfer gegen den Nationalsozialismus. Nach seiner Emigration in die Sowjetunion wurde er zur Zeit des Großen Terrors Opfer Stalinistischer Säuberungen und 1938 erschossen.

## Leben
Gersoni erlernte nach der Volksschule den Beruf des Schriftsetzers, den er bis zu seiner Einberufung 1914 ausübte. Bis 1918 kämpfte er im Ersten Weltkrieg und ließ sich danach im Saarland nieder.
1904 trat Gersoni in die Sozialdemokratische Partei Deutschlands (SPD) ein. 1919 wechselte er zur KPD und war bis 1921 als Mitglied der Bezirksleitung Saar hauptamtlich für diese tätig. 1921 wurde er von der Partei angestellt und war bis 1927 Leiter der KPD-Druckerei in Leipzig, dann Geschäftsführer der KPD-Druckereien in Hamburg und Frankfurt am Main und schließlich in Saarbrücken, wo er erneut in die Bezirksleitung Saar gewählt wurde.
Nach der Machtübernahme der Nationalsozialisten und dem Verbot kommunistischer Betätigung im März 1933 setzte Gersoni die Parteiarbeit in der Illegalität fort. 1935 emigrierte er zunächst nach Paris, dann in die Sowjetunion, wo er im Druckereiwesen tätig war.
Im Juli 1937 wurde Gersoni im Zuge stalinistischer Säuberungen vom Volkskommissariat für Innere Angelegenheiten der UdSSR (NKWD) festgenommen, zum Tode verurteilt und zu einem nicht bekannten Zeitpunkt, vermutlich Anfang 1938, erschossen.